# Kanal 2
 Der er for få eller ingen kildehenvisninger i denne artikel, hvilket er et problem. Du kan hjælpe ved at angive troværdige kilder til de påstande, som fremføres i artiklen.

Kanal 2 var den første danske kommercielle tv-kanal der brød DR TV’s monopol og blev oprindeligt grundlagt af Baron Otto Reedtz-Thott og Klaus Riskær Pedersen.
Ifølge SBS Broadcasting var Kanal 2 en københavnsk tv-kanal, og den erstattede Næsby Lokal-TV’s frekvens, fordi den finansierede sig ved at kode en del af deres programflade. For at se disse tv-programmer krævede det en dekoder, som seerne så betalte for at leje.
Efter Kanal 2 havde overtaget Næsby Lokal-TV, skulle den derfor starte sine udsendelser i oktober 1984 fra sendere på Hotel Scandinavia i København og fra et højhus i Lyngby. Senere flyttedes senderen til Gladsaxemasten. Stationen havde i starten til huse på Nordre Fasanvej 111 på Frederiksberg, men flyttede senere til Mileparken 20a i Skovlunde. Det første år delte Kanal 2 frekvens med Weekend-tv.
Det første program hed God Aften, hvor værterne var Camilla Miehe-Renard og Søren Bach.
Stationen gik konkurs i sommeren 1985, da indtægterne fra dekodersalget blev undermineret af piratvirksomhed. Ved rekonstruktionen, hvor den svenske Esselte-koncern medvirkede, blev der anvendt en mere avanceret baseband-dekoder fabrikeret i Japan. Denne model blev også senere anvendt på KTAS' (senere YouSee) kabel-tv-net, og var i brug de næste 10 år.
Det var et krav fra myndighederne, at halvdelen af sendefladen var egenproduceret. Dette blev blandt andet opnået ved at indføre morgen-tv-programmet Morgenflimmer, hvor formen banede vejen for det morgen-tv, man i dag kender fra TV 2. Blandt de mere eksotiske tiltag til udfyldelse af egenproduktionstiden var natprogrammet TV-Pejs.
En lang række danske tv-værter har startet deres karriere på Kanal 2 – blandt andre Bubber, Camilla Miehe Renard, og komikermakkerparret John & Aage. Overalt i det danske tv-landskab kan man i dag se tidligere Kanal 2-folk. Forsangen for Shu-Bi-Dua, Michael Bundesen, var chef for kanalen, efter han trådte ud af bandet i et par år.
Den 7. april 1997 blev Kanal 2 omdannet til en del af TvDanmark-netværket.

## Programmer
- Bubbers Badekar
- Dennis og Philip
- Familiespillet (TV-Bingo med Peter og June Belli)
- God Aften
- Kanal 2 Rapporten
- Lex Carters Fantastiske Verden
- Morgenflimmer
- Tre Mand Frem For Én Enkelt.
- Tørst På Livet
- Ung TV
- Varm, Våd & Willy
- Ved 9-Tiden
- Video Radio med Dan Rachlin

| Fjernsyn | Spire Denne artikel om en tv-kanal er en spire som bør udbygges. Du er velkommen til at hjælpe Wikipedia ved at udvide den. |